# 人皮蝇
人皮蝇（学名：Dermatobia hominis），是狂蝇科皮肤蝇属的唯一种。其幼虫寄生于人类（以及广泛的其他动物，包括其他灵长类动物）。
已证明人皮蝇的卵可被40多种蚊子和粘蝇以及一种蜱虫传播；雌人皮蝇捕获蚊子并将卵附着在其身上，然后将其释放。附着在蚊子身上的人皮蝇卵在蚊子进食时孵化，幼虫通过蚊子的叮咬区域作为入口点；或是当粘蝇落在皮肤上时，人皮蝇卵从粘蝇身上掉下来。幼虫在宿主的皮下层发育，大约8周后，它们离开宿主并用至少一周时间化蛹，通常在土壤中。人皮蝇成虫是类似大黄蜂的大型苍蝇，很容易被识别，因为它们没有口器（其他肤蝇也是如此）。
人皮蝇原产于美洲，从墨西哥东南部（从韦拉克鲁斯中部开始）到阿根廷北部、智利和乌拉圭，尽管它的数量不够丰富（也不够有害），无法达到真正的害虫状态。通常，它们对人类构成的最大风险是增加感染的机会，因为它们会为它们的呼吸孔造成开放性伤口。欧洲也报告了一些病例。因为人皮蝇幼虫只有在宿主伤口不愈合的情况下才能在整个8周的发育过程中存活下来，患者很少会发生感染，除非他们在没有完全清除幼虫的情况下杀死幼虫。

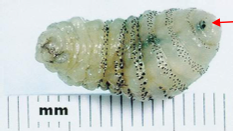
提取出来的人皮蝇幼虫：箭头指向幼虫的口器。

## 名称
人皮蝇学名 ，其属名  来源于希腊语 “皮肤”+ “生命”；种加词  是拉丁语“人类”。